# Seznam ameriških smučarskih skakalcev
Seznam ameriških smučarskih skakalcev.

## A
Alan Alborn - Nicholas Alexander - Avery Ardovino

## B
Annika Belshaw - Erik Belshaw - Kevin Bickner - John Broman -

## C
Casey Colby - Jason Colby -

## D
Decker Dean - Brendan Doran

## E
Brenna Ellis - Nita Englund -

## F
Nicholas Fairall - Tate Frantz - Peter Frenette - Karin Friberg

## G
Patrick Gasienica - Tara Geraghty-Moats - Michael Glasder

## H
Chris Hastings - Jeff Hastings - Anders Haugen - Sarah Hendrickson - Jim Holland - Mike Holland - 

## J
Jessica Jerome - Clint Jones - Paige Jones - Anders Johnson - Josie Johnson

## K
Mark Konopacke

## L
Tad Langlois -
Casey Larson -
Nina Lussi

## M
Sam(antha) Macuga - Dennis McGrane - Rick Mewborn

## P
Zane Palmer

## R
William Rhoads - Abby Ringquist -

## S
Logan Sankey - Thomas Schwall - Nils Stolzlechner

## U
Andrew Urlaub

## V
Lindsey Van

## W
Randy Weber - Brian Welch

## Z
Reed Zuehlke